# Anna Rosina de Gasc
Anna Rosina de Gasc (nascida: Anna Rosina Lisiewska) (10 de julho de 1713 - 26 de março de 1783) foi uma pintora de retratos alemã.

## Biografia

### Primeiros anos
Anna Rosina nasceu em uma família de pintores de origem nobrepolonesa em Berlim. Sua mãe era Maria Elizabeth Kahl da Pomerânia. Seu pai, Georg Lisiewski (1674–1751), ensinou pintura a Rosina e seus irmãos Anna Dorothea Therbusch (1721–1782) e Christoph Friedrich Reinhold Lisiewski (1725–1794). Mais tarde, ela estudou com o pintor Antoine Pesne e aprendeu seu estilo de pintura.